# Jean-Jacques Rey-Bellet
Pour les articles homonymes, voir Rey et Bellet (homonymie).
Jean-Jacques Rey-Bellet, né le 27 septembre 1950, est une personnalité politique suisse, originaire de Val-d'Illiez, domiciliée à Saint-Maurice et membre du Parti démocrate-chrétien.

## Biographie
Jean-Jacques Rey-Bellet est député au Grand Conseil du canton du Valais de 1981 à 1997, chef du groupe DC du Bas-Valais de 1985 à 1997. Il est ensuite élu comme conseiller d’État le 1er mai 1997, où il prend en charge le Département des transports, de l’équipement et de l’environnement. Il préside le Conseil d'État du 1er mai 1999 au 30 avril 2000, du 1er mai 2003 au 30 avril 2004 puis du 1er mai 2007 au 30 avril 2008.
Il a obtenu un diplôme d'ingénieur rural et géomètre à l'École polytechnique fédérale de Lausanne en 1974 et un brevet fédéral de géomètre en 1975. Il a été géomètre officiel de plusieurs communes bas-valaisannes et directeur d'un bureau d'ingénieurs et géomètres.